# 栃木県道183号下野壬生線

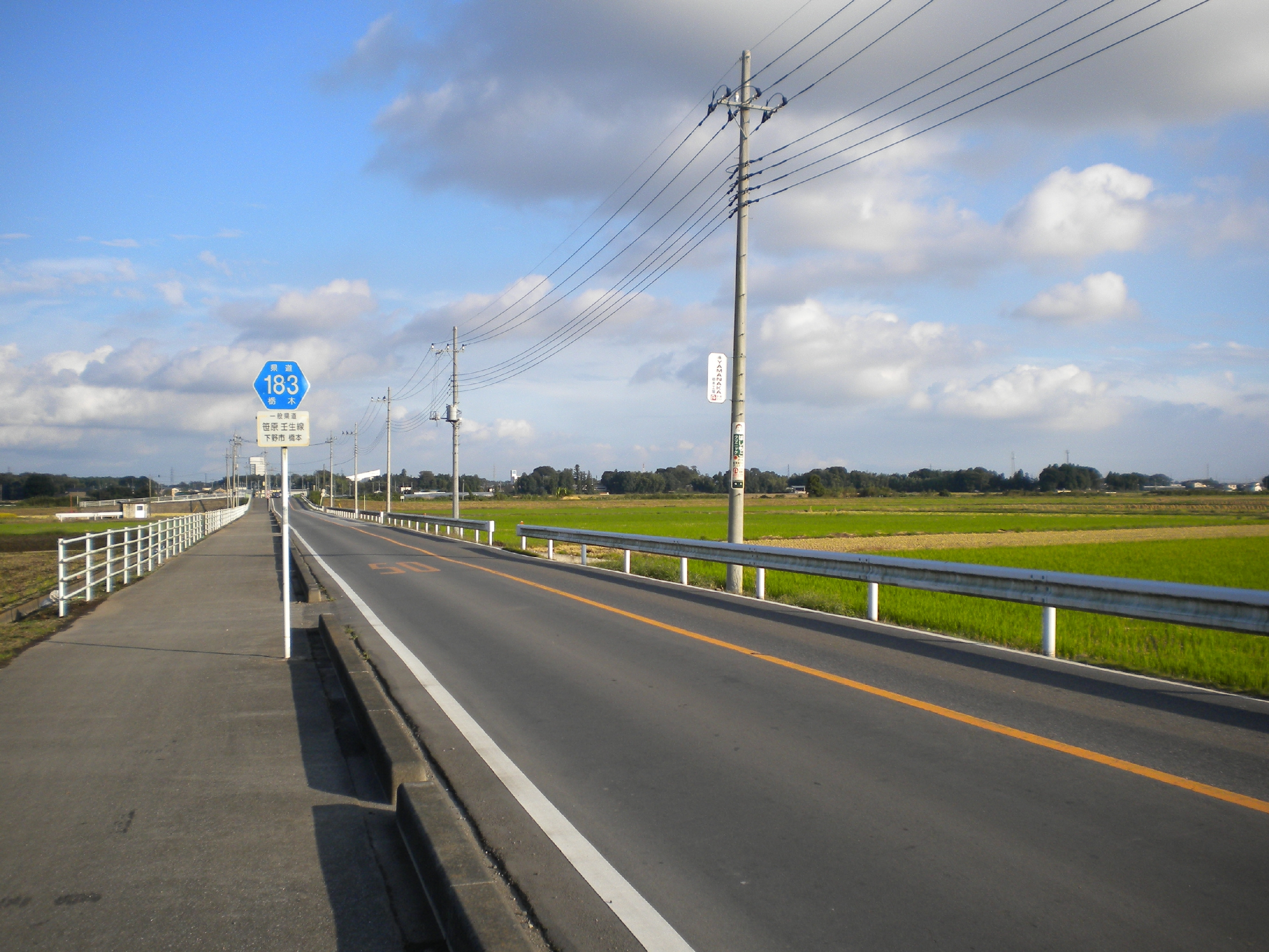
下野市橋本付近（2010年10月）

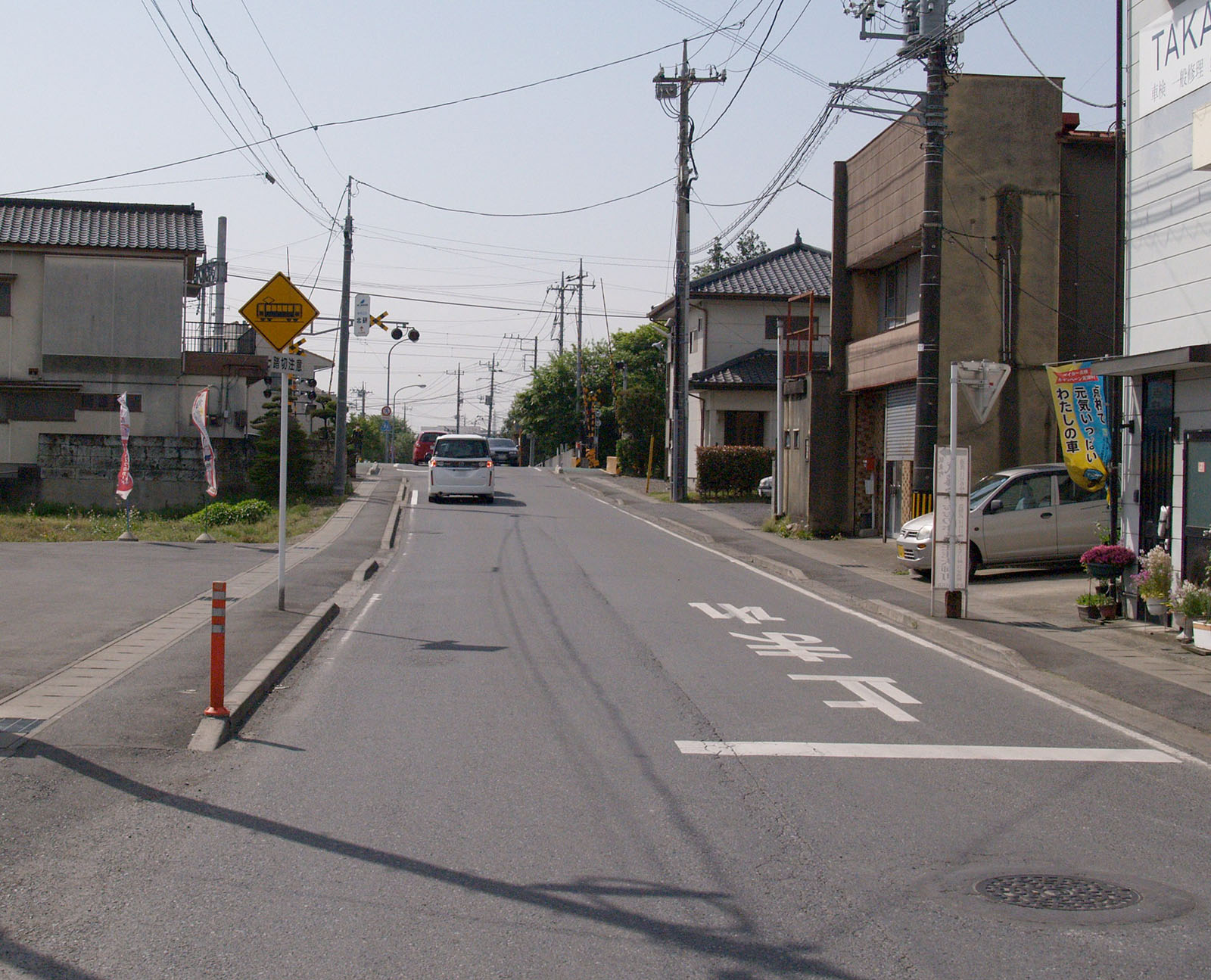
壬生駅付近（2011年5月）

栃木県道183号下野壬生線（とちぎけんどう183ごう しもつけみぶせん）は、栃木県下野市から同県下都賀郡壬生町に至る一般県道である。

## 概要

### 路線データ
栃木県告示に基づく起終点および経過地は次のとおり。
- 起点 : 栃木県下野市（笹原北交差点＝国道4号交点）
- 終点 : 栃木県下都賀郡壬生町（栃木県道18号小山壬生線交点）
- 重要な経過地 : なし
- 総延長 : 5.517 km[2]
- 実延長 : 5.517 km[2]

## 歴史

### 年表
- 1961年（昭和36年）4月1日 - 栃木県が一般県道笹原壬生線として県道認定。
- 2013年（平成25年）4月1日 - 路線名を「笹原壬生線」から「下野壬生線」に変更[1]。
- 2013年（平成25年）12月21日 - 笹原工区（石橋第三工業団地-笹原間）開通[3][4]。また、前日の告示によりこの区間は県道下野壬生線の認定を外れ栃木県道65号鹿沼下野線へ編入された[5]。

## 路線状況

### 交通量
24時間自動車類交通量（台/日）
- 下野市橋本580：4,164

## 地理

### 通過する自治体
- 栃木県
  - 下野市 - 下都賀郡壬生町

### 沿線
- 笹原公園
- 壬生町立藤井小学校
- 東武宇都宮線 壬生駅